# 交響曲第2番 (ドヴォルザーク)
交響曲第2番 変ロ長調 作品4, B. 12 は、アントニン・ドヴォルザークが1865年に作曲した交響曲。

## 概要
本作は前作『第1番 ハ短調《ズロニツェの鐘》』（B. 9）の完成後すぐに作曲され、1865年8月1日に着手し、2ヶ月後の10月9日に完成したが、初演のめどはつかず、友人のモルジック・アンガーがスコアを保管した。1887年にドヴォルザークはスコアを返却してもらい、冗長さを除く改訂を施した後、1888年3月11日にプラハでアドルフ・チェフ指揮、国民劇場管弦楽団によって初演されている（ただし出版は1959年まで行われず、かつては現在の『第7番 ニ短調』（作品70, B. 141）が「第2番」として出版されていた）。

## 楽器編成
ピッコロ、フルート2（第2奏者はピッコロ持ち替え）、オーボエ2、クラリネット2、ファゴット2、ホルン4、トランペット2、トロンボーン3、ティンパニ、弦五部。

## 曲の構成
全4楽章、演奏時間は約50分（第1楽章の繰り返しを含む）。ベートーヴェンやシューベルト、ワーグナー、リストらの影響が随所にうかがわれる。
- 第1楽章 アレグロ・コン・モート
変ロ長調、4分の2拍子、ソナタ形式。

第1主題部の途中からという特殊な提示部反復指定がついている。

- 第2楽章 ポコ・アダージョ
ト短調、8分の12拍子、自由な三部形式。

中間部は弦楽器による新主題と、木管楽器による新主題による二重フガートで始まる。

- 第3楽章 スケルツォ：アレグロ・コン・ブリオ
変ロ長調、4分の3拍子、三部形式。

- 第4楽章 アレグロ・コン・フォーコ
変ロ長調、2分の2拍子（アラ・ブレーヴェ）、自由なソナタ形式。

展開部が短く、第2主題が再現されない。